# Cileuya
Cileuya is een bestuurslaag in het regentschap Kuningan van de provincie West-Java, Indonesië. Cileuya telt 4930 inwoners (volkstelling 2010).